# Keresztény felekezetek összehasonlítása
A kereszténység főbb felekezetei nézeteinek és gyakorlatainak összehasonlítása. A cikk elsősorban a nyugati kereszténység főbb irányzatait és a magyarországi, 21. századi legnagyobb felekezeteket, egyházakat hasonlítja össze.

## Főbb hitvallások összehasonlítása
Főbb hitvallások összehasonlítása 
| Téma                                | Római katolikus | Görög ortodox | Fő protestáns irányvonal |
| ----------------------------------- | --- | --- | --- |
| Isteni kinyilatkoztatás             | A Biblia és a hagyomány | A Biblia és a hagyomány | Kizárólag a Biblia (Sola Scriptura) |
| A Biblia értelmezése                | A Biblia értelmezése az egyház feladata, végső fokon a csalhatatlan pápáé. | Az egyház feladata | Nincs a Biblia értelmezésére szolgáló hatóság, a Biblia isteni tartalma minden embernek feltárul. |
| Istentisztelet                      | Nagy hangsúlyt fektet a liturgikus istentiszteletre, tömjénezéssel, énekléssel, homíliával, az eucharisztia ünneplésével. A Szentháromságon kívül az istentiszteletnek nincs más tárgya, de üdvös dolog Szűz Máriához, valamint a szentekhez mint az Istennél közbenjárókhoz folyamodni és képeiket, ereklyéiket tiszteletben részesíteni | A Szentháromságon kívül az istentiszteletnek nincs más tárgya, de üdvös dolog a szentekhez, mint az Istennél közbenjárókhoz folyamodni és képeiket, ereklyéiket tiszteletben részesíteni | Egyszerű istentisztelet, énekkel, imával, prédikációval. A Szentháromságon kívül az istentiszteletnek nincs más tárgya |
| Szentségek                          | a szentségekből hét van: keresztség, bérmálás, oltáriszentség, bűnbánat szentsége, házasság, egyházi rend és betegek kenete | hét van: keresztség, bérmálás, oltáriszentség, bűnbánat szentsége, házasság, egyházi rend, és a (betegek) megkenése | szentség (bizonyos felekezetekben: szent szertartás) csupán kettő van: a keresztség és az úrvacsora, de egyes irányzatokban egy sincs (pl. baptisták)                                                                                  |
| Tisztítótűz                         | Ha az ember nem annyira bűnös, hogy a pokolba jusson, viszont még nem szabadult meg elégségesen a bűntől, és annak következményeitől, azaz nem eléggé tiszta, akkor nem léphet be egyből a mennybe. Ezek a lelkek végső soron a mennybe fognak jutni, de először el kell szenvedniük a tisztítótüzet, azaz a megtisztulás állapotát.      | Aki anélkül hal meg, hogy teljes elégtételt adott volna, az a magányos lelkek közbenső állapotába kerül, ahol (lelkiismereti) kínokat szenved bűneiért; ebből az állapotból alamizsna, halotti misék stb. szabadítják ki, amennyiben ezek Istent arra bírják, hogy az elhunyt gyötrelmeinek könyörületből véget vessen | A tisztítótűz és minden, ami ezzel kapcsolatos, emberi kitalálás |
| Képes ábrázolások, szobrok, oltárok | A kultusz és az áhítat lényeges segédeszközei | A kultusz és az áhítat lényeges segédeszközei | A templomban nem tűrhetők meg. Az oltárokat az evangélikusoknál kismértékben alkalmazzák a templom díszítéseként. |
| Papság                              | A felszentelési szertartást csak püspök végezheti el. A papok nőtlenségre kötelezik magukat. A pap hirdetője az evangéliumnak és kezelője az öt szentségnek, és bemutatója a miseáldozatnak. | A püspököknek nőtleneknek kell lenniük, a papoknak és diakónusoknak pedig tilos második házasságot kötni. A pap hirdetője az evangéliumnak és kezelője a hat szentségnek, és bemutatója a miseáldozatnak. | Tisztségre felszentelik a kézrátétel apostoli szokásával, amelyet papi személyek végezhetnek el. Nincsenek nőtlenségre kötelezve. A papi (lelkészi) hivatal az evangélium hirdetéséből és a szent szertartások kiszolgáltatásából áll. |

## A hívők száma
A hívők számának és változásának összehasonlítása

| Téma                                             | Katolikus               | Ortodox            | Református    | Evangélikus   | Hit Gyülekezete                                   | Jehova Tanúi | Baptista   | Pünkösdi   | Unitárius | Hetednapi adventista | Mormon    |
| ------------------------------------------------ | ----------------------- | ------------------ | ------------- | ------------- | ------------------------------------------------- | ------------ | ---------- | ---------- | --------- | -------------------- | --------- |
| Világszéles létszám                              | névlegesen 1,3 milliárd | 220 millió         | 80-100 millió | 70-90 millió  | a karizmatikus kereszténység egy magyar csoportja | 9 millió     | 100 millió | 280 millió | ?         | 23 millió            | 17 millió |
| Magyarországi létszám (2022-es népsz.)           | 2 886 000               | 15 500             | 944 000       | 176 500       | 22 600                                            | 22 250       | 17 600     | 8 950      | 6 500     | 5 000                | 5 200     |
| Arányuk a magyaro.-i lakosság %-ban              | 30 %                    | 0,15 %             | 9,8 %         | 1,8 %         | 0,2 %                                             | 0,2 %        | 0,18 %     | 0,09 %     | 0,07 %    | 0,05 %               | 0,05 %    |
| A magyarországi számuk változása a 21. században | · erős csökk.           | · gyenge növekedés | · erős csökk. | · erős csökk. | · erős növekedés                                  | Növekedés    | Állandó    | Csökkenés  | Állandó   | Csökkenés            | Növekedés |

## Eredet, főbb személyek
| .                  |                                    |                                    |                        |                        |                                           |                                                              |                                                       |                                                |                                  |                                              |            |
| Téma               | Katolikus                          | Ortodox                            | Református             | Evangélikus            | Hit Gyülekezete                           | Jehova Tanúi                                                 | Baptista                                              | Pünkösdi                                       | Unitárius                        | Hetednapi adventista                         | Mormon     |
| A közösség eredete | 1. századig vezetik vissza magukat | 1. századig vezetik vissza magukat | 16. századi reformáció | 16. századi reformáció | 20. század, pünkösdizmus → karizmatikusok | 19. század, adventizmus → Advent Chr. Church → Bibliakutatók | 17. század eleje, anabaptisták                        | 20. század elején tűnt fel, Szentség- mozgalom | 16. század, radikális reformáció | 19. század, millerita mozgalom → adventizmus | 19. század |
| Főbb személyek     | katolikus szentek, boldogok        |                                    | Kálvin, Zwingli        | Luther Márton          | Németh Sándor                             | C.T. Russell                                                 | J. Bunyan, Spurgeon, Martin Luther King, Billy Graham | W.J. Seymour, C.F. Parham                      | F. Sozzini, Dávid Ferenc         | E.G. White                                   | J. Smith   |

## A Biblia és a kinyilatkoztatás
A Bibliáról és a kinyilatkoztatásról szóló nézetek összehasonlítása
| Téma                            | Római katolikus                                                                                                   | Ortodox                                                                            | Református                                                                                            | Evangélikus                         | Hit Gyülekezete | Jehova Tanúi | Baptista                            | Pünkösdi                                                                                              | Unitárius                                      | Hetednapi adventista                                      | Mormon                                                                                            |
| ------------------------------- | --- | ---------------------------------------------------------------------------------- | --- | ----------------------------------- | --------------- | --- | ----------------------------------- | --- | ---------------------------------------------- | --------------------------------------------------------- | ------------------------------------------------------------------------------------------------- |
| Isteni kinyilatkoztatás forrása | A Biblia és a hagyomány                                                                                           | A Biblia és a hagyomány                                                            | Prima Scriptura: Isten kinyilatkoztatásának sok forrása van, de egyik sem mondhat ellent a Bibliának. | Kizárólag a Biblia (Sola Scriptura) | Prima Scriptura | Kizárólag a Biblia (Sola Scriptura) | Kizárólag a Biblia (Sola Scriptura) | Prima Scriptura: Isten kinyilatkoztatásának sok forrása van, de egyik sem mondhat ellent a Bibliának. | A Biblia                                       | A Biblia (Sola Scriptura) és E.G. White írásai            | Négy szent könyvük van: a Biblia, a Mormon könyve, a Tan és a szövetségek és a Nagyértékű gyöngy. |
| bibliai könyvek száma           | 73 kanonikus könyv van: 39 protokanonikus, 7 deuterokanonikus és 27 újszövetségi.                                 | 76 kanonikus könyv van: 39 protokanonikus, 10 deuterokanonikus és 27 újszövetségi. | 66 | 66                                  | 66              | 66 | 66                                  | 66 | 66                                             | 66                                                        | A Bibliának 66 kánoni könyve van, de van három másik szent könyvük.                               |
| Tévedhetetlen a Biblia ?        | Nem, a Biblia csak az üdvösséggel kapcsolatos kérdésekben tévedhetetlen, de más kérdésekben tartalmazhat hibákat. |                                                                                    | Eltérő nézetek, egyesek szerint a Biblia hiba nélkül íródott.                                         | Eltérő nézetek vannak.              |                 | A Bibliát történelmileg pontos dokumentumnak tekintik, és az abszolút tekintélynek, amellyel a hívek élnek. A Biblia „bölcsességét” és a próféciáit tévedhetetlennek tartják. | Igen, a Biblia hiba nélkül íródott. | Igen, a Biblia hiba nélkül íródott.                                                                   | Nem, elutasítják a bibliai tévedhetetlenséget. | Igen, a Biblia tévedhetetlen, de nem minden szó hibátlan. | Nem, a Biblia semmilyen tekintetben nem tévedhetetlen.                                            |

## A Szentháromság-tan
| Szentháromság                    |           |         |            |             |                 |                                                                                    |          |          |                                                                                 |                      |                                                                                                  |
| Téma                             | Katolikus | Ortodox | Református | Evangélikus | Hit Gyülekezete | Jehova Tanúi                                                                       | Baptista | Pünkösdi | Unitárius                                                                       | Hetednapi adventista | Mormon                                                                                           |
| Elfogadják a Szentháromság-tant? | igen      | igen    | igen       | igen        | igen            | Nincs Szentháromság. Jézus Isten első teremtménye, a Szentlélek pedig nem személy. | igen     | igen     | Elutasítják a hármas osztatú Isten létezését és nem hisznek Jézus istenségében. | igen                 | Nem ismerik el a keresztény, egylényegű Szentháromság-tant, három különböző istenséget vallanak. |

## Fő jellegzetességek
| Fő jellegzetességek a Magyarországon jelenlévő nagyobb közösségeknél |                                                                                               |                                                                                   |                                     |                                            |                                                     |                                                                        |
| Téma                                                                 | Római katolikus                                                                               | Ortodox                                                                           | Református                          | Evangélikus                                | Hit Gyülekezete                                     | Jehova Tanúi                                                           |
| Fő jellegzetessége, gyakorlata vagy nézete, amellyel kiemelkedik     | Pápai tekintély, a hét szentség, Mária-kultusz, a szentek tisztelete, a hozzájuk intézett ima | apostoli utódlás, hét szentség, Mária és a szentek tisztelete, misztikus teológia | predesztináció, szövetségi teológia | hit általi megigazulás, szentségi teológia | lelki ajándékok, Lélek-keresztség, nyelveken szólás | antitrinitárius: szigorú egyistenhit (Jehova), erőteljes evangelizáció |

| Fő jellegzetességek a Magyarországon jelenlévő kisebb közösségeknél |                                                                    | |                                                   |                                           |                                        |
| Téma                                                                | Baptista                                                           | Pünkösdi                                                                                           | Unitárius                                         | Hetednapi adventista                      | Mormon                                 |
| Fő jellegzetessége, gyakorlata vagy nézete, amellyel kiemelkedik    | hívők keresztsége, helyi egyházi autonómia, gyülekezeti kormányzás | lelki ajándékok, Lélek-keresztség, nyelveken szólás. Világszerte a leggyorsabban növekvő mozgalom. | az eredendő bűn és Jézus istenségének elutasítása | szombattartás, Krisztus közeli eljövetele | új kinyilatkoztatáson alapuló közösség |

| Fő jellegzetességek egyéb, a világban jelenlévő közösségeknél, mozgalmaknál |                                                          |                                              |                                                          |                                                                       |                                                          |                                                                              |                                                                  |  |
| Téma                                                                        | Amishok, Mennoniták                                      | Evangelikalizmus                             | Isten Gyülekezetei                                       | Krisztus Egyháza (Krisztus Tanítványai)                               | Metodizmus                                               | Názáreti Egyház                                                              | Presbiterianizmus                                                |  |
| Fő jellegzetessége, gyakorlata vagy nézete, amellyel kiemelkedik            | Egyszerű életmód, a világtól való elszakadás, pacifizmus | újjászületés, aktív hit, a Biblia tekintélye | pünkösdi gyakorlatok, Lélek-keresztség, isteni gyógyítás | elutasítják a hitvallásokat; csak a Biblia (saját értelmezés szerint) | arminiánus teológia, megszentelődés, társadalmi szentség | a teljes megszentelődés előmozdítása, hogy az ember bűntelen életet élhessen | predesztináció, szövetségi teológia, presbiteri egyházkormányzat |  |

## Keresztség
| A keresztség gyakorlata |                         |                                                     |                                          |                         |                        |                        |                        |                        |                        |                        |                        |
| Téma                    | Katolikus               | Ortodox                                             | Református                               | Evangélikus             | Hit Gyülekezete        | Jehova Tanúi           | Baptista               | Pünkösdi               | Unitárius              | Hetednapi adventista   | Mormon                 |
| A keresztség elvégzése  | A fejet vízzel leöntik. | Háromszoros alámerítés vagy a fejet vízzel leöntik. | Történhet alámerítéssel vagy leöntéssel. | A fejet vízzel leöntik. | Vízbe való alámerítés. | Vízbe való alámerítés. | Vízbe való alámerítés. | Vízbe való alámerítés. | Vízbe való alámerítés. | Vízbe való alámerítés. | Vízbe való alámerítés. |

## A háborúkban való részvétel
| A háborúkban való részvétel                             |                                                               |                                                         |                                                               |                                                               |                 |                                                    |                                                               |                                                               |           |                      |                                                               |
| Téma                                                    | Katolikus                                                     | Ortodox                                                 | Református                                                    | Evangélikus                                                   | Hit Gyülekezete | Jehova Tanúi                                       | Baptista                                                      | Pünkösdi                                                      | Unitárius | Hetednapi adventista | Mormon                                                        |
| A keresztényeknek harcolniuk kell (lehet) a háborúkban? | igen, a keresztényeknek igazságos háborúkban harcolniuk kell. | igen, a keresztények harcolhatnak igazságos háborúkban. | igen, a keresztényeknek igazságos háborúkban harcolniuk kell. | igen, a keresztényeknek igazságos háborúkban harcolniuk kell. |                 | nem, a keresztényeknek soha nem szabad harcolniuk. | igen, a keresztényeknek igazságos háborúkban harcolniuk kell. | igen, a keresztényeknek igazságos háborúkban harcolniuk kell. |           | Változó nézetek.     | igen, a keresztényeknek igazságos háborúkban harcolniuk kell. |

## Alkohol fogyasztása
| Alkohol fogyasztása              |                                                  |                                                  |                         |                                                  |                 |                                                  |                                                                         |                                         |           |                                         |                                         |
| Téma                             | Katolikus                                        | Ortodox                                          | Református              | Evangélikus                                      | Hit Gyülekezete | Jehova Tanúi                                     | Baptista                                                                | Pünkösdi                                | Unitárius | Hetednapi adventista                    | Mormon                                  |
| Szabad a hívőknek alkoholt inni? | igen, de az embernek mértékletesnek kell lennie. | igen, de az embernek mértékletesnek kell lennie. | Széles körben változik. | igen, de az embernek mértékletesnek kell lennie. |                 | igen, de az embernek mértékletesnek kell lennie. | A legtöbben úgy gondolják, hogy nem, az alkoholt teljesen kerülni kell. | nem, az alkoholt teljesen kerülni kell. |           | nem, az alkoholt teljesen kerülni kell. | nem, az alkoholt teljesen kerülni kell. |

## A lélek sorsa
| A lélek a halál után                         | |                                                            |                                                         |                                 |                 |                                                             |                                                    |                                                    |           |                                                             |                                                                   |
| Téma                                         | Katolikus | Ortodox                                                    | Református                                              | Evangélikus                     | Hit Gyülekezete | Jehova Tanúi                                                | Baptista                                           | Pünkösdi                                           | Unitárius | Hetednapi adventista                                        | Mormon                                                            |
| Mi történik a lélekkel az ember halála után? | Ezután következik az ítélet, a lélek vagy kárhozatra (pokol) jut, vagy az örök boldogságba (mennyország), vagy pedig az átmeneti tisztítóhelyre. | A lélek halhatatlan lévén, Istenhez megy, ahol ő megítéli. | A megigazultak a mennybe kerülnek, a többiek a pokolba. | A mennybe vagy a pokolba kerül. |                 | A halál után az ember léte megszűnik, egész a feltámadásig. | Az igaz hívők amikor meghalnak a mennybe kerülnek. | Az igaz hívők amikor meghalnak a mennybe kerülnek. |           | A halál után az ember léte megszűnik, egész a feltámadásig. | A feltámadásig ideiglenesen a két lehetséges hely egyikébe kerül. |

## Kritika
| .                            |                                                         |                           |            |             |                            |                        |          |                        |           |                          |                         |
| Téma                         | Katolikus                                               | Ortodox                   | Református | Evangélikus | Hit Gyülekezete            | Jehova Tanúi           | Baptista | Pünkösdi               | Unitárius | Hetednapi adventista     | Mormon                  |
| Kritika (bővebben a linkben) | A katolikus egyház kritikája, Mária-tisztelet kritikája | Mária-tisztelet kritikája |            |             | A karizmatikusok kritikája | Jehova Tanúi kritikája |          | A pünkösdiek kritikája |           | Az adventisták kritikája | A mormonizmus kritikája |